# Đường E 11 (Các Tiểu vương quốc Ả Rập Thống nhất)

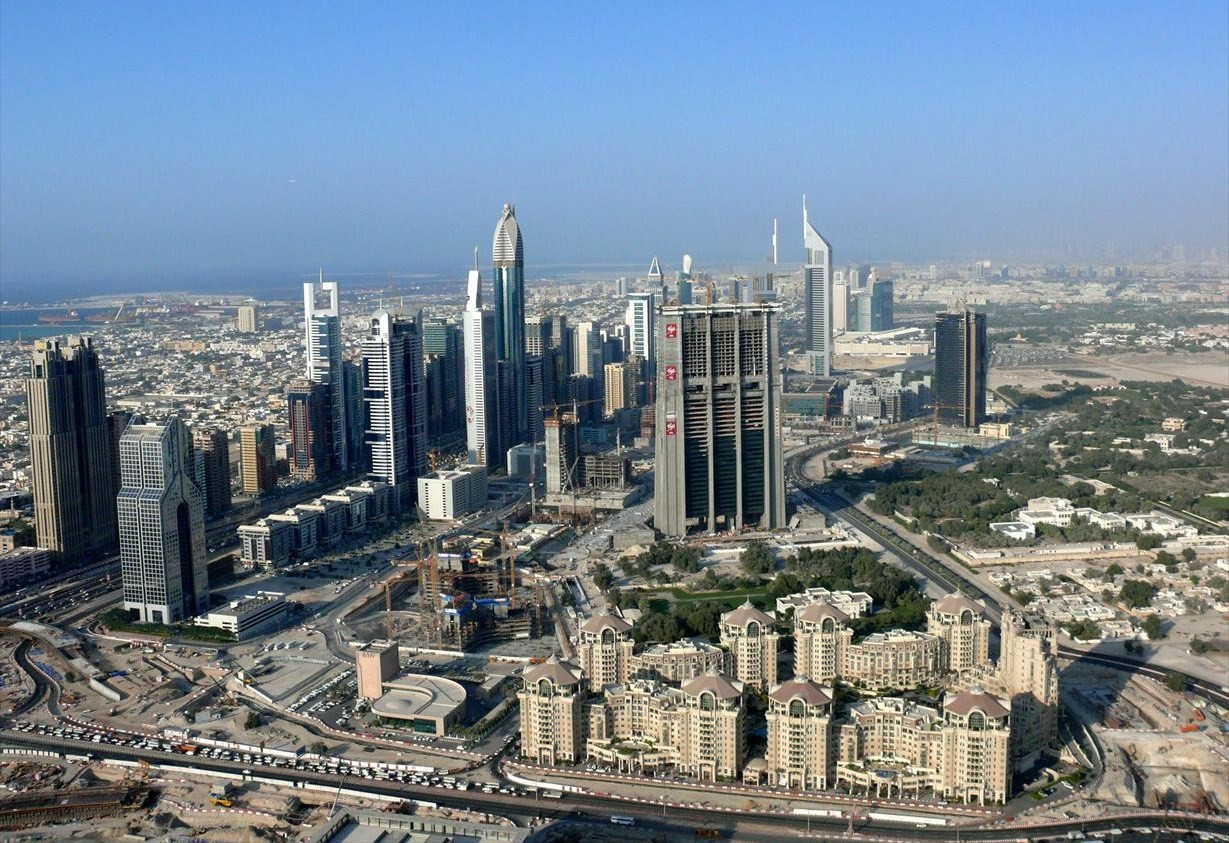
Những tòa nhà chọc trời trên đường Sheikh Zayed vào tháng 11 năm 2007

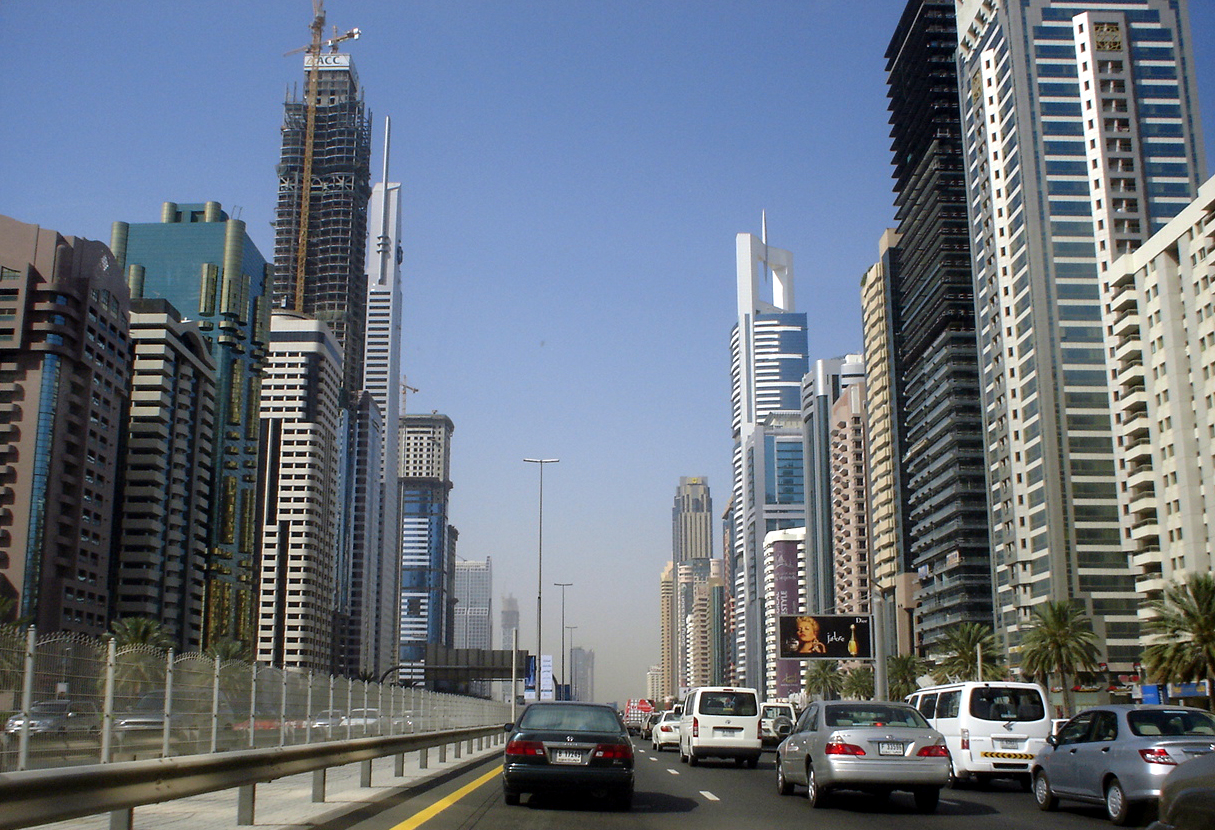
Những tòa nhà chọc trời trên đường Sheikh Zayed vào tháng 5 năm 2006

E 11 (tiếng Ả Rập: شارع ﺇ ١١) là đường cao tốc tại Các Tiểu vương quốc Ả Rập Thống nhất. Đây là con đường dài nhất ở quốc gia này, trải dài từ Al-Silah ở tiểu vương quốc Abu Dhabi và kết thúc tại tiểu vương quốc Ras al-Khaimah, chạy song song với bờ biển dọc theo Vịnh Ba Tư. Con đường tạo thành trục chính liên kết một số thành phố chính của tiểu vương quốc lại với nhau giúp giao lưu văn hóa và phát triển kinh tế. Nó có nhiều tên thay thế: Đường Sheikh Maktoum Bin Rashid và đường Sheikh Khalifa bin Zayed ở Abu Dhabi, đường Sheikh Zayed ở Dubai và đường Sheikh Muhammad bin Salem ở Ras al-Khaimah.

## Đường cao tốc Dubai-Abu Dhabi
Đường cao tốc Dubai Dubai-Abu Dhabi nối liền hai thành phố lớn nhất của Các Tiểu vương quốc Ả Rập Thống nhất, Abu Dhabi và Dubai. Dự án được đề xuất bởi các tiểu vương Abu Dhabi và Dubai lên tiểu vương Sheikh Zayed. Năm 1971, dự án được phê duyệt và bắt đầu xây dựng. Đường cao tốc được hoàn thành vào năm 1980. Bắt đầu gần cầu Maqta ở Abu Dhabi và nó có tên là Sheikh Zayed ở Dubai.

## Đường Sheikh Zayed
Tại Dubai, E 11 được gọi là Đường Sheikh Zayed (bằng tiếng Ả Rập: شارع الشيخ زايد). Con đường này là trục đường chính của thành phố. Đường cao tốc này chạy song song với bờ biển từ trung tâm thương mại Roundabout đến biên giới của Abu Dhabi, cách Jebel Ali 55 km.
Con đường trước đây được gọi là Defence Road (Đường Quốc phòng). Từ năm 1993 đến 1998, con đường đã được mở dài thêm 30 km. Cùng với sự cải tiến này đã thay đổi tên. Sheikh Maktoum bin Rashid Al Maktoum, người cai trị Dubai vào thời điểm đó, đã quyết định đổi tên con đường này theo tên tổng thống của Các Tiểu vương quốc, Sheikh Zayed bin Sultan Al Nahyan tên là "Đường Sheikh Zayed" (tiếng Ả Rập: شارع الشيخ زايد).
Đường Sheikh Zayed là nơi có hầu hết các tòa nhà chọc trời của Dubai, bao gồm cả tháp Emirates. Nó cũng kết nối những phát triển mới khác như Palm Jumeirah và Dubai Marina. Con đường có hầu hết các tuyến đường tàu điện của Dubai Metro chạy dọc theo nó. Ở Dubai, phần lớn đường cao tốc có từ 7 đến 8 làn xe theo mỗi hướng.

### Các tòa nhà dọc theo đường Sheikh Zayed
Được liệt kê theo thứ tự từ Trung tâm thương mại Roundabout đến Giao lộ số 2.

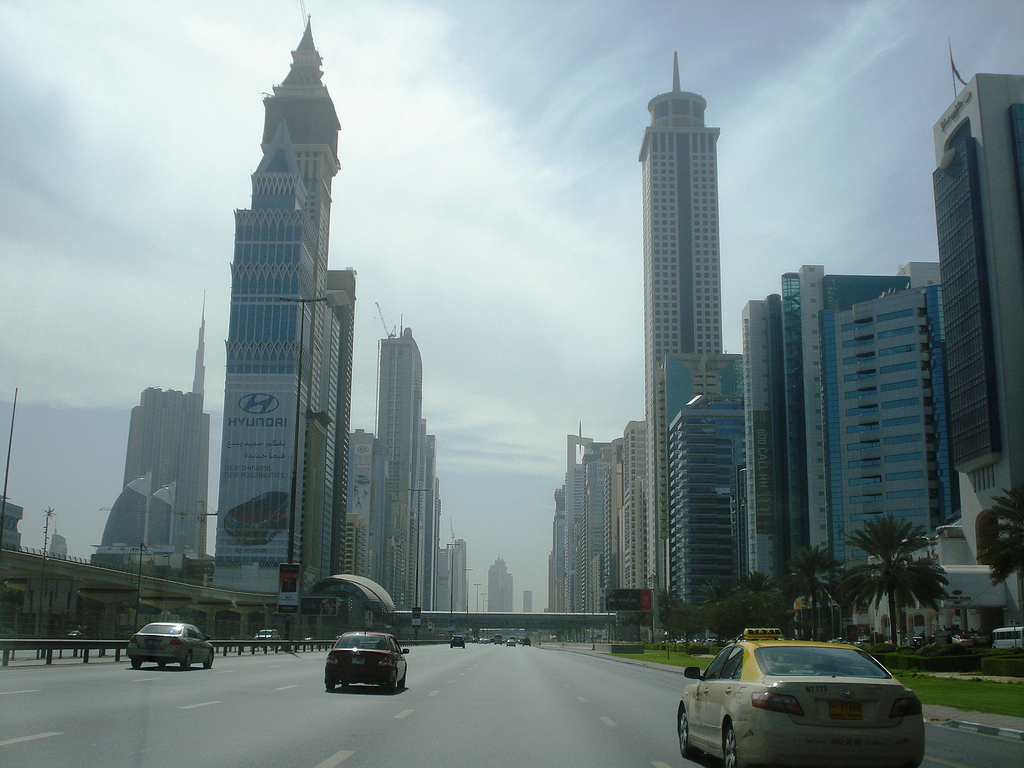
Những tòa nhà chọc trời ở đường Sheikh Zayed

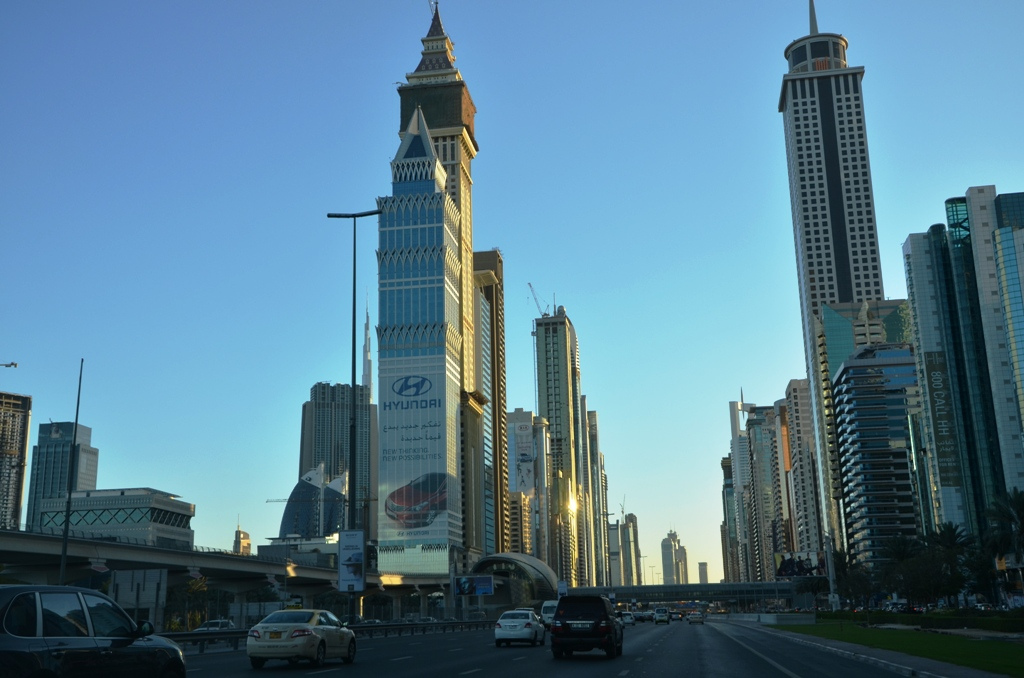
Những tòa nhà chọc trời ở đường Sheikh Zayed

| Hướng Tây Bắc                        | Hướng Đông Nam                                |
| ------------------------------------ | --------------------------------------------- |
| Tháp Etisalat 2                      | Trung tâm Thương mại Thế giới Dubai           |
| Tháp The Monarch Office              | Khu nhà ở Trung tâm Thương mại Thế giới Dubai |
| Khách sạn The H                      | Căn hộ Trung tâm Thương mại Thế giới Dubai 1  |
| Holiday Inn Dubai - Al Barsha        | Trung tâm Thương mại Thế giới Dubai           |
| Tháp Sama                            | Căn hộ Trung tâm Thương mại Thế giới Dubai 2  |
| The Fairmont Dubai                   | Căn hộ Trung tâm Thương mại Thế giới Dubai 3  |
| Tháp API World                       | Emirates Office Tower                         |
| Park Place                           | Khách sạn Jumeirah Emirates Towers            |
| Tháp Acico Office (Tháp Nassima)     | The Tower                                     |
| Nikko Hotel Dubai                    | Tháp Al Yaquob                                |
| Tháp White Crown                     | Tháp Capricorn                                |
| Tháp Saeed 1                         | Tháp Maze                                     |
| Tháp Grosvenor House Commercial      | Tháp Al Ghadeer                               |
| Tháp Latifa                          | Tháp Al Attar Business                        |
| Tháp HHHR                            | Tháp Jumeira Emirates                         |
| Tháp căn hộ Crowne Plaza             | Tháp Sky                                      |
| Tháp Khách sạn Crowne Plaza          | Tháp Al Attar Tower                           |
| Tháp văn phòng Crowne Plaza          | Tháp Ahmed Abdul Rahim Al Attar               |
| Tháp Al Durrah                       | Ghaya Residence                               |
| Tháp City 2                          | Rose Rayhaan by Rotana (Tháp Rose)            |
| Tháp City 1                          | Tháp Oasis                                    |
| Tháp Al Wasl                         | Tháp 21st Century                             |
| Tháp Khalid Al Attar                 | Tháp Rolex                                    |
| Tháp Khalid Al Attar 2               | Tháp Angsana Suites                           |
| Tháp Al Safa                         | Tháp Angsana Hotel                            |
| Tháp Zabeel                          | Al Kawakeb 1                                  |
| Tháp Al Moosa 1                      | Al Kawakeb 2                                  |
| Tháp Al Moosa 2                      | Al Kawakeb 3                                  |
| Tháp Sahara                          | Al Kawakeb 4                                  |
| Tháp Al Rostamani B                  | Al Kawakeb 5                                  |
| Tháp Al Rostamani A                  | Dusit Dubai                                   |
| Tháp Saeed 2                         | Tháp Thiên niên kỷ                            |
| Four Points by Sheraton              | Tháp Manazel Al Safa                          |
| Tháp Union                           | Tháp Falcon                                   |
| Tháp Al Sondos                       | City Premiere Hotel Apartments Dubai          |
| Towers Rotana Hotel                  | Tháp MBK                                      |
| Tháp Sheikh Marwan                   | Tháp Escape (Tháp Nuaimi)                     |
| Tháp Al Hawai                        | Tháp Al Batha                                 |
| Tháp Chelsea                         | Tháp Single Business                          |
| Tháp Sheikh Essa                     |                                               |
| Number One Tower Suites              |                                               |
| Tháp Ahmad Abdulrahim Ahmad Al Attar |                                               |
| Tháp Dr. Khalifa                     |                                               |
| Tháp Sheikh Ahmed                    |                                               |
| Tháp Al Meraikhi                     |                                               |
| Khách sạn Shangri-La                 |                                               |
| Tháp Al Manara                       |                                               |
| Tháp Al Kharbash                     |                                               |
| Aykon City                           |                                               |

### Giao lộ
Đường Sheikh Zayed có một số nút giao thông để cho phép giao thông đi vào và ra khỏi xa lộ. Các nút giao thông này thường dẫn đến các bùng binh (vòng xoay) để cho phép lưu lượng đi ra hoặc đi sang phía bên kia đường cao tốc. Có nhiều lối ra khác nhau. Tính đến năm 2007, các giao lộ này là:
- Vòng xoay Trung tâm Thương mại Thế giới Dubai: Hướng về Union House, BurJuman, Zabeel Park.
- Nút giao cắt 1: Đường Financial Centre đoạn về phía Downtown Dubai, tòa tháp Burj Khalifa và Dubai Mall.
- Nút giao cắt 2: Hướng về đường Hadiqa, Safa Park và Jumeirah về phía tây; và đường Meydan hướng về Meydan ở phía đông.
- Nút giao cắt 3: Hướng về Al Quoz qua đường Manara ở phía đông.
- Nút giao cắt 4: Hướng về Mall of the Emirates, Gold & Diamond Park, Madinat Jumeirah, Burj Al Arab, Công viên nước Wild Wadi, Khách sạn Jumeirah Beach qua đường Umm Suqeim.
- Nút giao cắt 5: Hướng về Dubai Marina, Emirates Hills, Dubai Media City và Dubai Internet City.

## Tai nạn giao thông đường bộ tháng 3 năm 2008
Vào ngày 12 tháng 3 năm 2008, một loạt các vụ tai nạn xảy ra trên đường cao tốc được coi là một trong những tai nạn giao thông tồi tệ nhất trong lịch sử của Các Tiểu vương quốc Ả rập thống nhất. Theo cảnh sát Abu Dhabi, có ba người thiệt mạng và 277 người bị thương, 15 người bị thương nặng. Sương mù dày đặc khiến khả năng quan sát kém là nguyên nhân gây ra tai nạn. Khoảng 200 xe đâm vào nhau.